# Prosser (Nebraska)
Prosser es una villa ubicada en el condado de Adams en el estado estadounidense de Nebraska. En el Censo de 2010 tenía una población de 66 habitantes y una densidad poblacional de 102,75 personas por km².

## Geografía
Prosser se encuentra ubicada en las coordenadas 40°41′15″N 98°34′41″O / 40.68750, -98.57806. Según la Oficina del Censo de los Estados Unidos, Prosser tiene una superficie total de 0.64 km², de la cual 0.64 km² corresponden a tierra firme y (0%) 0 km² es agua.

## Demografía
Según el censo de 2010, había 66 personas residiendo en Prosser. La densidad de población era de 102,75 hab./km². De los 66 habitantes, Prosser estaba compuesto por el 100% blancos, el 0% eran afroamericanos, el 0% eran amerindios, el 0% eran asiáticos, el 0% eran isleños del Pacífico, el 0% eran de otras razas y el 0% pertenecían a dos o más razas. Del total de la población el 0% eran hispanos o latinos de cualquier raza.